# Passage Ormeaux-Grands-Champs
Le passage Ormeaux-Grands-Champs est une voie du 20e arrondissement de Paris, en France.

## Situation et accès
Le passage Ormeaux-Grands-Champs est situé dans le 20e arrondissement de Paris. Il débute au 19, rue des Grands-Champs et se termine au 38, rue des Ormeaux.

## Origine du nom
Il porte ce nom car il relie la rue des Ormeaux à la rue des Grands-Champs.

## Historique
Cette voie piétonnière ouverte en 1979 prend sa dénomination actuelle par un arrêté municipal du 14 février 1980. 